# Robin Duke
Robin Duke est une actrice et scénariste canadienne née le 13 mars 1954 à St. Catharines (Canada).

## Filmographie

### Comme actrice
- 1979 : Le Vainqueur (Running) : Olympic Office Receptionist
- 1985 : Martin Short: Concert for the North Americas (TV) : Montgomery Clift's Wife
- 1985 : The Last Polka (TV) : Lemon Twin
- 1986 : Club Paradis (Club Paradise) : Mary Lou
- 1987 : Blue Monkey : Sandra Baker
- 1988 : The Second City Toronto 15th Anniversary (TV) : Florence Allen
- 1989 : I, Martin Short, Goes Hollywood (TV) : Drunk woman
- 1991 : Motorama : Mme Lawton, la secrétaire de la compagnie Chimera Gas
- 1992 : Only You (en) : Mrs. Johnson
- 1992 : There Goes the Neighborhood : The Colangelos
- 1993 : Un jour sans fin (Groundhog Day) : Doris, the Waitress
- 1994 : Hostage for a Day (TV) : Elizabeth Kooey
- 1994 : Les Complices (I Love Trouble) de Charles Shyer : Sandra, Ray's Assistant
- 1995 : Stuart sauve sa famille (Stuart Saves His Family) : Cousin Denise
- 1996 : Mes doubles, ma femme et moi (Multiplicity) : Ballet School Receptionist
- 1998 : Blind Men (TV)
- 1998 : Degas and the Dancer (TV) : Zoe
- 1999 : George and Martha (série télévisée) : Penny (voix)
- 2000 : Virtual Mom (TV) : Maude Gozmecki
- 2000 : Les Quintuplés (Quints) (TV) : Fiona
- 2000 : The Sandy Bottom Orchestra (TV) : Mrs. Johnson
- 2002 :  Monk - (série télévisée) - Saison 1, épisode 13 (Monk prend l'avion (Mr. Monk and the Airplane) ) : Tante Minn
- 2004 : Atomic Betty (série télévisée) : Additional Voices
- 2005 : Getting Along Famously (TV) : Peggy Larson
- 2005 : The 6th Annual Canadian Comedy Awards (TV) : Nominees (Best Sketch Troupe)
- 2015 : Portrait of a Serial Monogamist : Abby Neufeld